# 江苏航运职业技术学院
江苏航运职业技术学院，是位于江苏省南通市的一所公办普通专科职业高校，隶属于江苏省交通运输厅。

## 历史
1960年，建立南通河运学校。1961年10月，更名南通河运技工学校。1964年11月，改为半工半读技术学校。1965年5月，恢复名称南通河运学校。1989年1月，更名江苏省南通航运学校。
2000年10月，升格为南通航运职业技术学院。2018年，江苏省人民政府批复更名为江苏航运职业技术学院。2020年5月11日，中华人民共和国教育部同意备案，将南通航运职业技术学院更名为江苏航运职业技术学院。

## 专业设置
- 航海系
- 轮机工程系
- 船舶与海洋工程系
- 管理信息系
- 交通工程系
- 机电系
- 人文艺术系
- 船舶工程中心
- 社科教学部
- 基础教学部
- 体育教学部